# Euploea bandaënsis
Euploea bandaënsis är en fjärilsart som beskrevs av Hans Fruhstorfer 1910. Euploea bandaënsis ingår i släktet Euploea och familjen praktfjärilar. Inga underarter finns listade i Catalogue of Life.